# Katedra w Rawennie
Katedra w Rawennie (oficjalnie: Cattedrale metropolitana della Risurrezione di Nostro Signore Gesù Cristo) – katedra metropolitalna Zmartwychwstania Pana Naszego Jezusa Chrystusa, znana też pod starożytną nazwą Basilica Ursiana, od imienia jej fundatora, biskupa Ursusa z Rawenny) – rzymskokatolicki kościół w Rawennie, zbudowany pierwotnie na przełomie IV i V wieku. Obecny kościół został zbudowany w latach 1734–1745 według planów architekta Giovana Francesca Buonamici w stylu barokowo-klasycystycznym. 
Jest katedrą metropolitalną archidiecezji Ravenna-Cervia i zarazem kościołem parafialnym parafii katedralnej San Giovanni in Fonte.
7 października 1960 roku papież Jan XXIII nadał katedrze tytuł bazyliki mniejszej.

## Historia

### Basilica Ursiana
Katedrę w Ravennie zbudował na przełomie IV i V wieku (razem z baptysterium i pałacem biskupim) biskup Ursus. Świątynia była położona w pobliżu murów miejskich, w rejonie zwanym Regio Hercolana (w południowo-wschodniej części miasta). Otrzymała wezwanie Hagia Anastasis (gr. Świętego Zmartwychwstania). Od imienia biskupa zaczęto nazywać ją Basilica Ursiana (Bazylika Ursusa). Katedra była na pewno użytkowana po przeniesieniu w 402 roku stolicy cesarstwa zachodniorzymskiego z Mediolanu do Rawenny. 13 kwietnia 407 roku została konsekrowana. Księga Liber pontificalis ecclesiae Ravennatis Agnellusa z Rawenny z IX wieku oraz przekazy i kolejne wykopaliska, przeprowadzone w ciągu wieków wskazują, iż był to prawdopodobnie budynek składający się z pięciu naw przedzielonych czterema rzędami kolumn (po 14 kolumn w każdym), z apsydą, wieloboczną na zewnątrz i półkolistą wewnątrz. Ściany nawy głównej przeprute były siedmioma oknami z ambrazurami. Mozaikowa posadzka znajdowała się około 3,50 metra poniżej obecnej posadzki. Ściany wewnętrzne katedry były wyłożone płytami z marmuru i ozdobione mozaikami i sztukateriami. Całość utrzymana była w stylu rawenneńskim. Biskup Agnello, podarowal katedrze w II połowie VI wieku ambonę z greckiego marmuru, pochodzącą z Konstantynopola, która, choć wielokrotnie przerabiana, zachowała się do dziś w nawie katedry. W średniowieczu w kościele przeprowadzono kilkakrotnie prace remontowe i renowacyjne, które znacznie zmodyfikowały jego pierwotny wygląd. Na przełomie X i XI wieku dobudowano cylindryczną kampanilę i kryptę. W 1112 arcybiskup Geremia zlecił dekorację apsydy nowymi mozaikami. W XVI wieku posadzka katedry, zalanej błotem ze względu na zjawisko osiadania, które obejmowało całe miasto, została podniesiona skrywając średniowieczną kryptę (odkrytą ponownie w XIX wieku). Na początku XVIII wieku katedra znajdowała się w złym stanie technicznym. Z uwagi na to arcybiskup Crispi zlecił w 1721 roku jej przebudowę.

### Obecna katedra

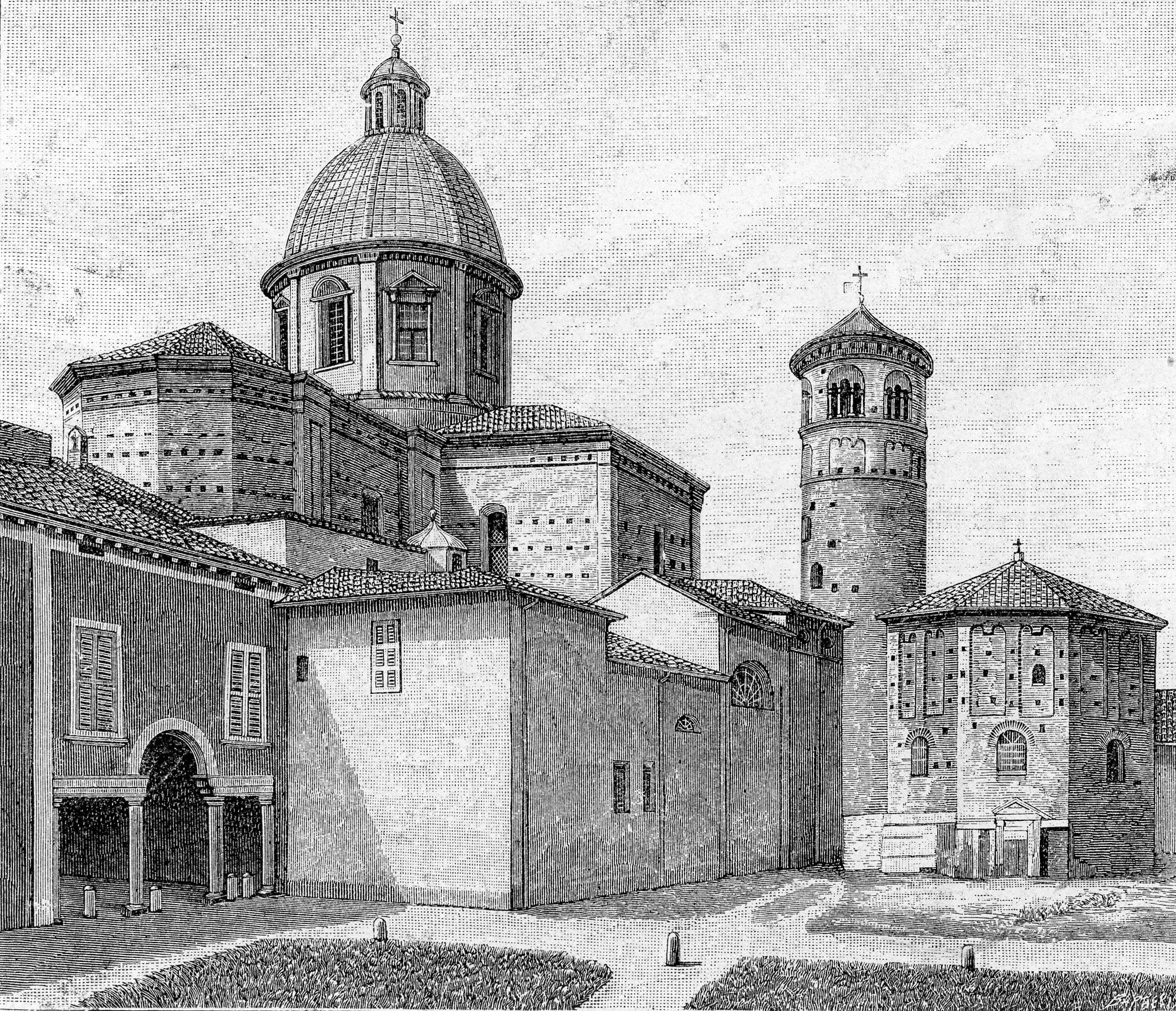
Katedra i baptysterium Ortodoksów (z prawej) na ksylografii Giuseppe Barberisa, 1900

Po odrzuceniu pierwszych projektów przyjęto do realizacji plan Giovana Francesca Buonamiciego. Nadzór nad robotami budowlanymi objął arcybiskup Maffeo Nicolò Farsetti. Przebudowa rozpoczęła się w sierpniu 1733 roku. Do nowego budynku miała być włączona apsyda ze średniowiecznymi mozaikami oraz dwie boczne kaplice, zbudowane w poprzednim wieku, a dedykowane Najświętszemu Sakramentowi (Santissimo Sacramento) i Matce Bożej Potu (Madonna del Sudore). Apsyda jednak w trakcie prac budowlanych zawaliła się, a ocalałe fragmenty jej mozaik, w tym Maryja modląca się (Madonna orante) stały się zalążkiem zbiorów Muzeum Pałacu Arcybiskupiego, założonego przez arcybiskupa Farsettiego. Buonamici napotkał w trakcie robót budowlanych na silny opór środowisk intelektualnych; zarzucano mu brak doświadczenia, a jego rywal, Paolo Soratini oskarżył go o zniszczenie starożytnego budynku i niemal całkowitą przebudowę świątyni, inspirowanej architekturą kościoła św. Ignacego w Rzymie. Nowy budynek, posadowiony na obrysie dawnej Bazyliki Ursusa, został ukończony w 1745, a konsekrowany 13 kwietnia 1749 roku. Przed fasadą zbudowano trójarkadowy portyk. Głosy krytyki oraz zamiar unowocześnienia budynku katedry skłoniły arcybiskupa Cantoniego do zlecenia architektowi Cosimowi Morellemu wykonania odpowiedniego projektu. Morelli usunął typowo barokowe detale dekoracyjne oraz podwyższył linię gzymsów i wydłużył pilastry zmieniając tym samym zasadniczo proporcje wnętrza, ocenianego przedtem jako zbyt horyzontalne. W efekcie tych zmian katedra uzyskała dzisiejszy wygląd. W1761 roku na zlecenie arcybiskupa Ferdinanda Romualda Guicciolego został zbudowany ołtarz. W latach 1780–1781 Giuseppe Pistocchi całkowicie przebudował mocno krytykowaną kopułę, zaprojektowaną przez Bonamiciego.
Z okazji Jubileuszu Roku 2000 prezbiterium katedry zostało dostosowane do norm liturgicznych zgodnie z zaleceniami Soboru watykańskiego II, zbudowano nową ambonę (Libório Pugliesi) i nowy fotel biskupi. XVIII-wieczna mensa ołtarzowa umożliwia sprawowanie liturgii przez kapłana przodem do wiernych.

## Architektura

Kopuła i kampanila

### Fasada
Katedrę poprzedza okazały dorycki portyk, którego łuk centralny wspiera się na dwóch różowych kolumnach granitowych pochodzących z nawy głównej Bazyliki Ursusa. Na skrzyżowaniu naw wznosi się eliptyczna kopuła z 1781 roku, mierząca 47,40 m wysokości, wsparta na wysokim bębnie, przeprutym ośmioma dużymi oknami i zwieńczona latarnią. Wewnątrz zdobią ją freski pędzla Giovan Battisty i Andrei Barbianich.

### Dzwonnica
Kampanila zbudowana została z cegieł z odzysku. Jest przypuszczalnie najstarsza ze wszystkich cylindrycznych kampanili Rawenny, dla których z tego powodu stała się wzorcem. Jej pierwotna posadzka znajdowała się ponad 2 metry poniżej poziomu gruntu. W 1038 roku została podwyższona o dwie kondygnacje przez arcybiskupa Gebearda. Jej ostatnia kondygnacja, mieszcząca komorę dzwonną, została odnowiona po pożarze w 1658 roku. Kampanila, wysoka na 35,17 m przedstawia różne fazy konstrukcyjne z charakterystycznymi oknami: monoforiami, biforiami i triforiami. Podczas ostatniej restauracji, przeprowadzonej w latach 1986 – 1996 przywrócono wszystkie jej okna i wzmocniono mury. W kampanili znajdują się 4 dzwony, uruchamiane elektromechanicznie, ważące odpowiednio 1500, 830, 500 i 450 kg.

## Wnętrze
Obszerne i świetliste wnętrze, oparte na planie plan łacińskiego krzyża łacińskiego, składa się z trzech naw i transeptu. Dzielące je arkady wspierają się na korynckich pilastrach i marmurowych kolumnach z ozdobnymi kapitelami (pochodzących z Bazyliki Ursusa).

### Prezbiterium

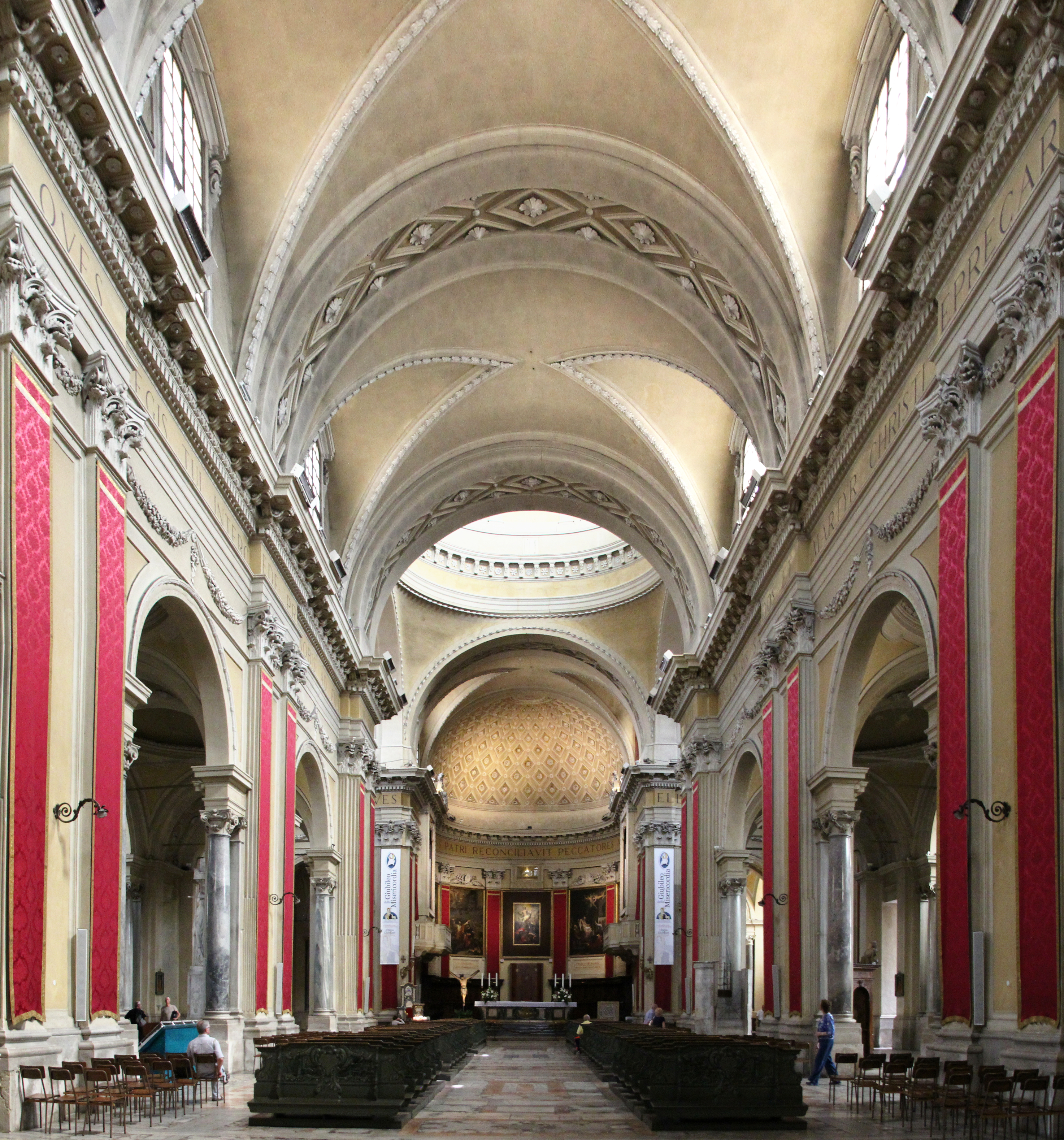
Wnętrze

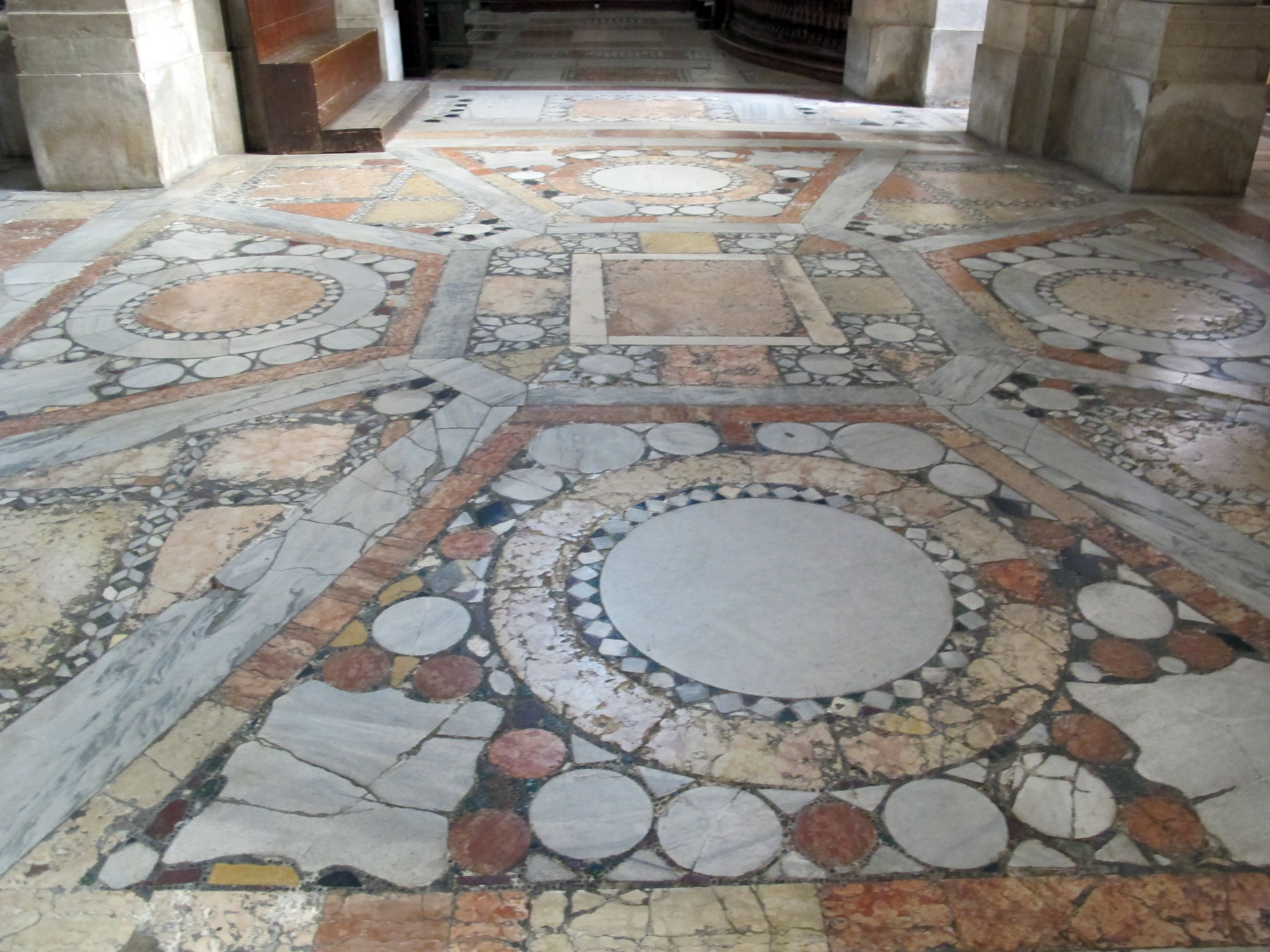
Posadzka (fragment)

#### Apsyda
Pośrodku ściany apsydialnej umieszczone jest płótno Zmartwychwstanie Chrystusa (któremu dedykowano kościół katedralny), dzieło anonimowego malarza rzymskiego z XVIII wieku. Na ścianach bocznych znajdują się cztery obrazy ołtarzowe, przedstawiające ważne momenty z dziejów kościoła w Rawennie: Św. Ursus poświęcający zbudowaną przez siebie bazylikę Vincenza Camucciniego, Św. Piotr Chryzolog umierający przy ołtarzu San Cassiano w Imoli Pietra Benvenutiego, Św. Apolinary burzący świątynię Apollina Giuseppe Collignona i Św. Sewer schodzący do grobu żony Giuseppe Gioacchina Serangelego. Tron biskupi, umieszczony pośrodku apsydy, wyrzeźbił w drewnie orzechowym Ilario Fioravanti.

#### Ołtarz główny
Ołtarz główny zbudowany został z kolorowych marmurów (antycznego zielonego oraz czarnego i białego orientalnego) oraz z alabastru egipskiego. Jego budowniczy pozostaje nieznany, choć zdaniem niektórych ekspertów mógł to być Giuseppe Antonio Soratini. Pozłacane brązy zrealizował Bartolomeo Borroni. 
Ambonę, stojącą z przodu, po prawej stronie prezbiterium, zaprojektował współczesny artysta, Diego Rinaldini. Zbudowana ze stali nierdzewnej zawiera fragment mozaiki z III wieku, przedstawiający węzeł Mojżesza, symbol Przymierza z Bogiem. Po lewej stronie prezbiterium znajduje się XIII-wieczny krucyfiks, uważany za cudowny.

#### Ambit prawy
W prawym ambicie znajduje się kaplica św. Ursycyna. Jej ołtarz pochodzi z 1821 roku. W jego górnej części umieszczono obraz Męczeństwo św. Ursycyna, pędzla Cesare Prontiego. Po przeciwnej stronie kaplicy, w ścianie, która flankuje prezbiterium, widnieje epigraf nagrobny w języku łacińskim, poświęcony Antoniowi Cesariemu, który przyczynił się do reedycji słownika Vocabolario della Crusca.

#### Ambit lewy
W korytarzu zakrystii, w kierunku bocznego wejścia prowadzącego do pałacu arcybiskupiego, znajduje się marmurowa płaskorzeźba, przedstawiająca św. Marka ewangelistę siedzącego w fotelu. U jego stóp leży lew, jego symbol. Dzieło, przypisywane Corradowi Ricciemu, Matteowi z Ragusy lub Giovanniemu Antoniowi z Mediolanu, a od niedawna Tulliowi Lombardowi, zdobiło pierwotnie ołtarz główny kościoła San Marco na Piazza del Popolo. W katedrze zostało umieszczone w 1837 roku. Według łacińskiego napisu dzieło zamówił w 1491 roku wenecki podesta, Marco Bragadin..

### Krypta arcybiskupów

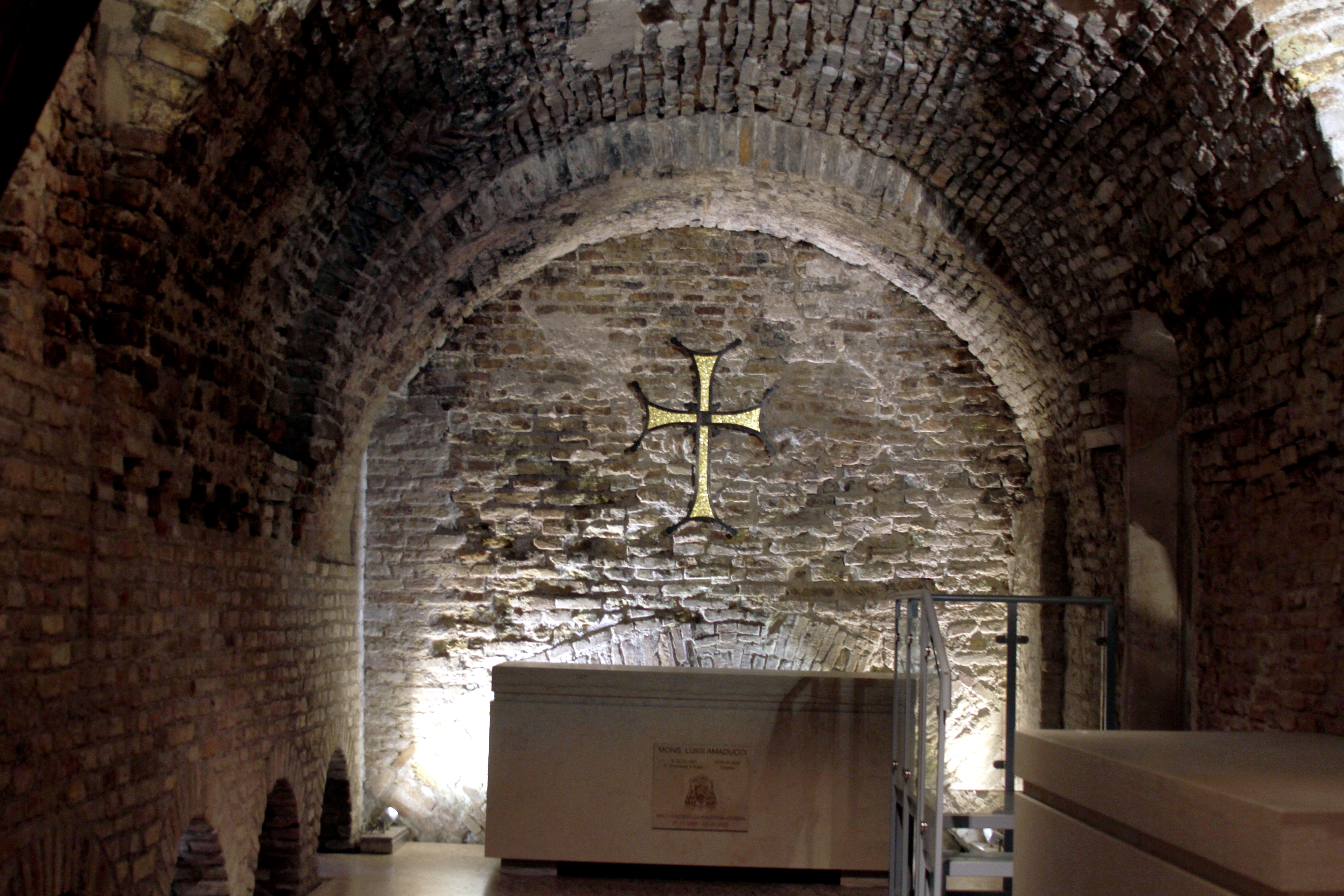
Krypta arcybiskupów

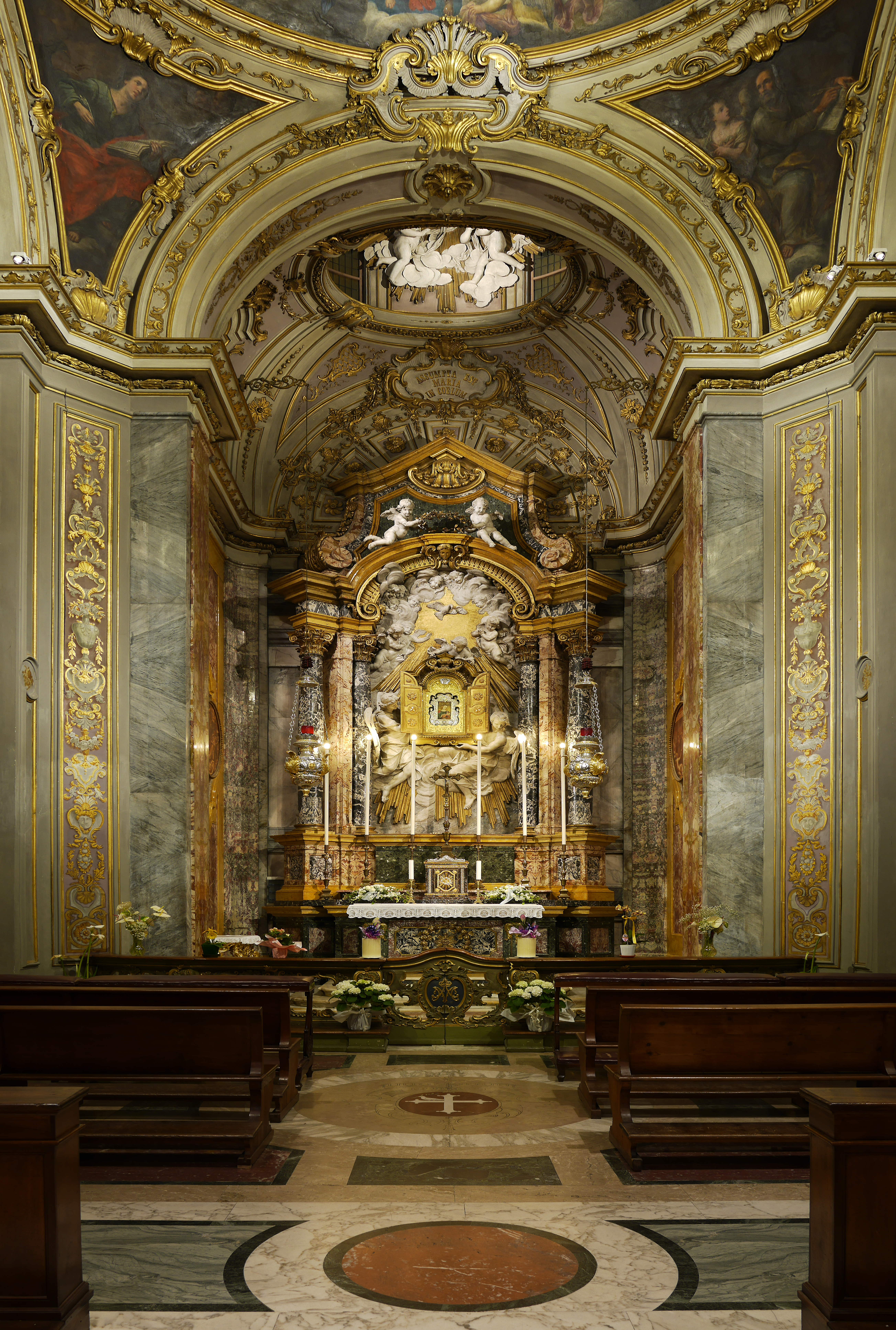
Kaplica Matki Bożej Potu

W trakcie ostatniej renowacji kompleksu katedralnego, zakończonej w 2014 roku, utworzono za apsydą kryptę arcybiskupów. Zostali w niej pochowani: Ersilio Tonini i Luigi Amaducci (1990-2000), a w pobliżu wejścia do ambitu – zmarły w 1915 Guido Marchetti, prałat i proboszcz katedry.

### Prawy transept: kaplica Matki Bożej Potu
Kaplica Matki Bożej Potu (cappella della Madonna del Sudore) znajduje się w prawym ramieniu transeptu. Zbudowano ją po 1630 roku, jako wotum miasta po ocaleniu go od zarazy, która wówczas ogarnęła znaczną część Włoch. Kaplica została konsekrowana w 1659 roku. Około 1759 roku umieszczono w niej ołtarz zaprojektowany przez Domenico Barbiani. Chwałę aniołów wieńczącą ołtarz wyrzeźbił w 1752 roku z marmuru karraryjskiego Pietro Bracci, który zaprojektował również tabernakulum. Znajdujący się na nim niewielki obraz Madonna z Dzieciątkiem krytyka przypisuje anonimowemu malarzowi ze szkoły Giotta. Fresk na sklepieniu kopuły, Maryja Dziewica w chwale wśród Aniołów, zrealizował Giovanni Battista Barbiani, wizerunki czterech ewangelistów w pendentywach – Andrea Barbiani, a stiuki – Pietro Martinetti.

#### Obraz Matki Bożej Potu
W kaplicy zachował się namalowany temperą na drewnianej tablicy obraz Matki Bożej, przypisywany anonimowemu malarzowi epoki Trecenta, pochodzącemu z Rimini. Nazwa obrazu, „Matka Boża Potu” („Madonna del Sudore”) nawiązuje do cudu, który według przekazów wydarzył się w 1512 roku, podczas tragicznej bitwy po Rawenną, kiedy to obraz Maryi po raz pierwszy miał się pokryć krwawym potem. Wydarzenie to usankcjonowało cudowną moc obrazu, uświęcając go i czyniąc przedmiotem pobożności ludowej. Jak jednak wynika z dokumentów poświęconych wizycie kardynała Pietra Aldobrandiniego w czerwcu 1606 roku, po dokonaniu po uroczystej koronacji obrazu, ubolewał on nad niewystarczającą czcią okazywaną przez mieszkańców obrazowi postanawiając, że w każdą sobotę będą śpiewane litanie, a w święta maryjne będą odprawiane msze kapitulne przy obrazie Maryi. Kolejne cuda miały miejsce w czasie ciężkich doświadczeń lokalnej społeczności, jak wspomniana zaraza z 1630 roku (kiedy obraz pokrył się nie kroplami krwi, ale po raz pierwszy zwykłym potem) czy wylew rzek Ronco i Montone w roku 1636, którego niszczycielskich skutków obraz Maryi cudem uniknął. W 1659 roku wizerunek został przeniesiony do obecnej kaplicy.

#### Sarkofagi
W bocznych niszach kaplicy znajdują się dwa monumentalne sarkofagi. Sarkofag w lewej niszy, pochodzący prawdopodobnie z pierwszej połowy V wieku, zawiera szczątki arcybiskupa Rinalda da Concorezzo, natomiast sarkofag w prawej niszy – szczątki św. Barbacjana, spowiednika Galli Placydii, złożone w nim w 1658 roku.

### Nawa prawa
W prawej nawie wyróżnia się druga w kolejności kaplica, zwana kaplicą Krucyfiksu (cappella del Crocifisso). Jako stół ołtarzowy wykorzystywano w niej sarkofag z I połowy V wieku, pochodzący ze zniszczonego kościoła Sant'Agnese. Na ścianie czołowej widnieje kompozycja przedstawiająca Chrystusa ze zwojem Prawa dla świętych Piotra i Pawła, trzymających odpowiednio krzyż i księgę. Dwie palmy daktylowe po bokach symbolizują chrześcijańskie zwycięstwo i męczeństwo. Wewnątrz urny znajdują się szczątki arcybiskupów Esuperanzia i Massimiana, pochodzące z rozebranego kościoła Sant'Andrea Maggiore.

#### Ambona arcybiskupa Agnella

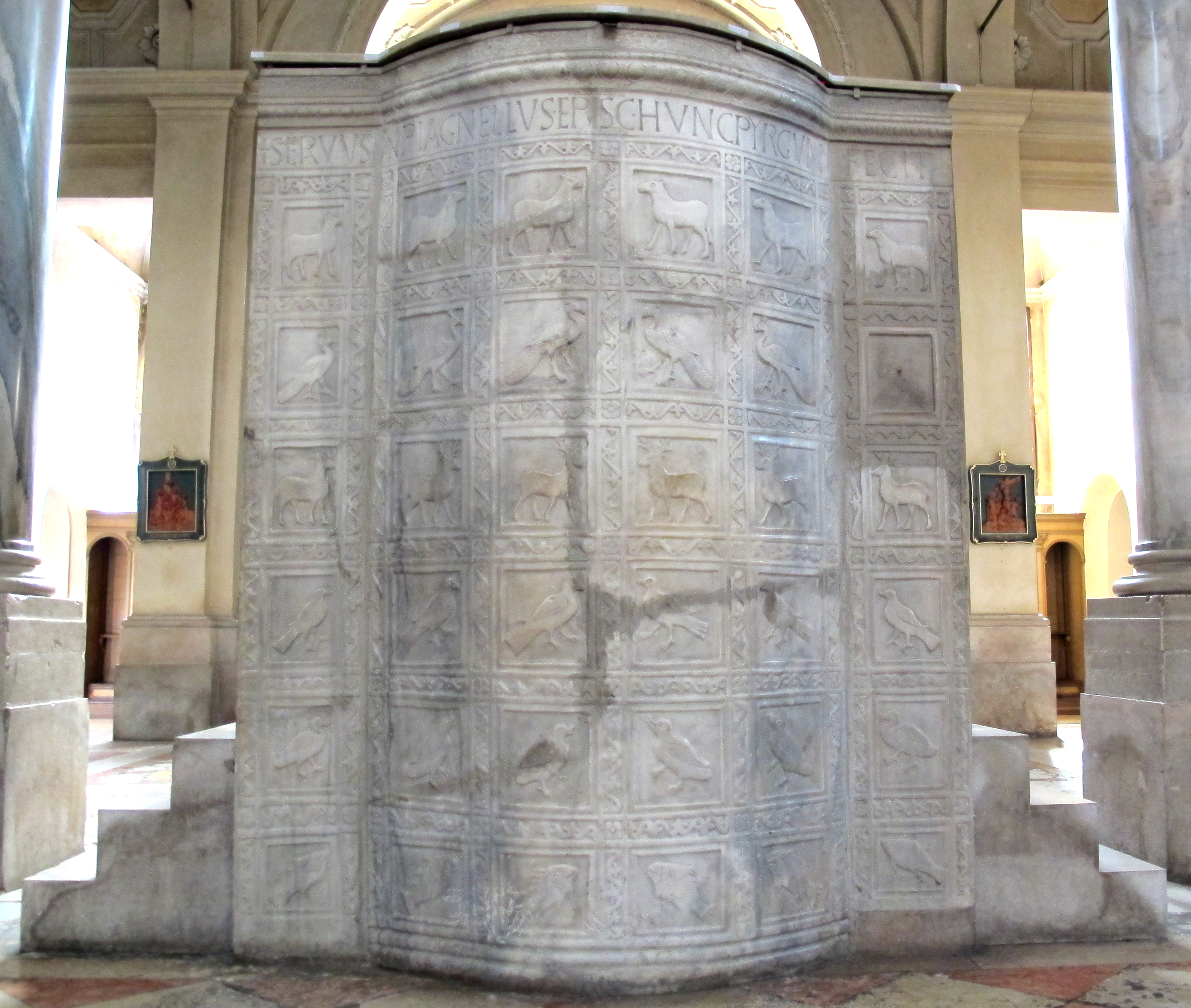
Ambona biskupa Agnella

W pierwszym przęśle, licząc od prezbiterium znajduje się ambona arcybiskupa Agnello, urzędującego w latach 557–570, jak stwierdza epigraf dedykacyjny, wygrawerowany na krawędzi pulpitu: SERV VS XPI AGNELLUS EPISC[OPUS] HVNC PYRGUM FECIT. Ambona ma charakterystyczny kształt wieży. Brakuje jej jednak oryginalnych schodów. Obecne schody z obu jej stron są dziełem późniejszym. Powierzchnia ambony przedstawia bogatą ikonografię, zorganizowaną w geometryczny schemat kompozycji, dzielący przestrzeń na trzydzieści sześć kwadratów. Wewnątrz nich, zorganizowanych w sześciu równoległych pasmach, znajduje się bogaty bestiariusz, w którym zwierzęta, stanowiące identyczne repliki wewnątrz każdej pasma, są umieszczone symetrycznie w grupach po trzy. Zaczynając od dolnej krawędzi i posuwając się ku górze, widoczne są następujące rodzaje zwierząt: ryby, kaczki, gołębie, pawie, jelenie i jagnięta, wyobrażenia, które można zawrzeć w kosmicznych kategoriach wody, ziemi i powietrza. Płaskorzeźby są mało wyraziste i pozbawione trójwymiarowości, zgodnie z typowym gustem sztuki bizantyjskiej tamtego okresu.
Ten sam bestiariusz, choć zrealizowany z mniejszą dokładnością artystyczną, znajduje się na ambonie pochodzącej z  kościoła Santi Giovanni e Paolo (obecnie w zbiorach Muzeum Arcybiskupiego), dzieła zbudowanego za czasów biskupa Mariniana, sprawującego swój urząd w latach 595–606).

### Lewy transept: kaplica Najświętszego Sakramentu

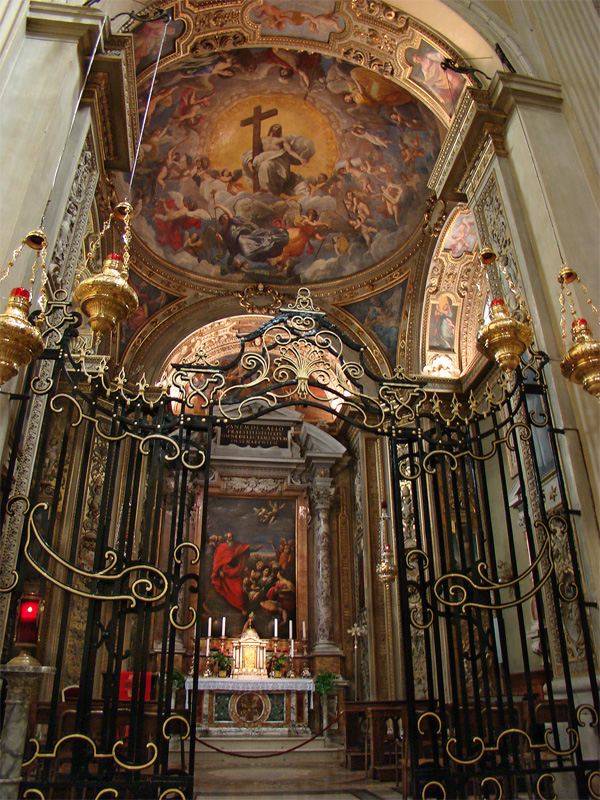
Kaplica Najświętszego Sakramentu

Kaplica Najświętszego Sakramentu (Cappella del Santissimo Sacramento) znajduje się w lewym ramieniu transeptu. Zaprojektował ją w 1612 roku Carlo Maderno na zlecenie arcybiskupa Pietra Aldobrandiniego. Do udekorowania kaplicy Aldobrandini wynajął w 1614 Guida Reniego, który przeniósł się w tym celu do Rawenny razem ze swoimi uczniami: Franceskiem Gessim, Giovannim Giacomo Sementim i Bartolomeo Marescottim. Prace malarskie zostały ukończone w 1621 roku. Obraz ołtarzowy, Mojżesz i zbieranie manny namalował Reni (być może z Gessim). Freski na kopule, przedstawiające Zbawiciela i Archanioły w chwale przypisuje się Reniemi i Gessiemu, podobnie jak malowidło w lunecie nad ołtarzem, Melchizedek błogosławiący Abrahama i jego zwycięski lud. Giovanni Giacomo Sementi ukończył wystrój malarski przedstawiając proroków w czterech pendentywach, Cnoty Kardynalne i pary aniołów z symbolami eucharystycznymi w podłuczach oraz wyobrażenia ośmiu świętych na pilastrach.

### Nawa lewa
W lewej nawie uwagę zwracają: pierwsza od prezbiterium kaplica z obrazem ołtarzowym Św. Piotr posyłający św. Apolinarego do Rawenny, aby nawrócić ją na chrześcijaństwo, dzieło Filippa Pasqualego oraz kaplica przy głównym wejściu, zbudowana w 1818 roku, której obraz Jezus między świętymi Antonim a Jakubem namalował francuski malarz, Jean-Baptiste Wicar.

#### Grobowce
Przy pierwszych dwóch filarach lewej nawy ustawione są dwa grobowce. Pierwszy z nich to cenotaf poświęcony arcybiskupowi Ferdinandowi Romualdowi Guicciolemu, który ukończył budowę katedry w 1745 roku. Grupę rzeźbiarską zaprojektował Ignazio Sarti, a ukończył jego syn Fredinando. W górnej części dzieła widnieje anioł, symbolizujący chrześcijańską cnotę, zaś u podstawy – scena, w której architekt Buonamici przedstawia model portyku katedralnego arcybiskupowi Guiccioli. Drugi pomnik poświęcony jest arcybiskupowi Antoniowi Codronchiemu. Podstawę architektoniczną stworzył Cristoforo Michelini, oba posągi – Gaetano Monti, a centralny medalion – Cincinnato Baruzzi.

#### Coretto d’Inverno
Na końcu lewej nawy, za kaplicą Najświętszego Sakramentu, znajduje się kaplica, zwana Coretto d’Inverno, zbudowana w 1852 roku. Na jej ołtarzu znajduje się obraz Maryja ze świętymi Ursusem i Rinaldem, powstały w kręgu Giovanniego Barbianiego. Nad obrazem widnieje niewielkie owalne płótno, przedstawiające św. Grzegorza Wielkiego. W trzech lunetach umieszczono obrazy namalowane przez Carla Bononiego: Magdalena w domu faryzeusza, Uczta Estery i Triumf Mardocheusza.